# Кашалот (підводний човен)
Підводний човен «Кашалот» — підводний човен, будівництво якого було розпочато в 1911 році на Невському суднобудівному заводі в місті Санкт-Петербург, та закінчено в 1916 році.

## Тактико-технічна характеристика
Водотоннажність (надводна / підводна): 669/912 т.
Розміри: довжина — 70,2 м, ширина — 6,5 м, осадка — 3,5 м.
Швидкість ходу (надводна / підводна): 9,6 / 9,8 вузлів.
Глибина занурення: 50 м.
Дальність плавання: над водою 4200 миль, під водою 130 миль.
Силова установка: 2x850 к.с. дизеля + 2x450 к.с. електромотора, 2 гвинта.
Озброєння: 4 торпеди в ґратчастих зовнішніх апаратах Джевецького, 4 торпеди в трубчастих торпедних апаратах, 1 75-мм гармата, 1 57-мм гармата, 1 кулемет.
Екіпаж: 47 чол.

## Історія
Підводний човен «Кашалот» був закладений у грудні 1911 року на Невському заводі в місті Санкт-Петербург, де вироблялося виготовлення секцій підводного човна. Складання секцій здійснювалася на стапелях відділення Невського заводу в Миколаєві, де 10 жовтня 1913 року відбулася урочиста церемонія, присвячена початку збірки підводного човна. Спуск на воду проведений 22 серпня 1915 року. Здавальні випробування розпочаті в жовтні 1915 року в Миколаєві.
В умовах воєнного часу і необхідності якнайшвидшого вступу човна в стрій, випробування проводилися за скороченою програмою. 3 листопада 1915 року підводний човен «Кашалот» переведений з Миколаєва в Севастополь для закінчення здавальних випробувань. Через виявлення дефектів у передачі від двигунів на гребні вали на підводних човнах «Нарвал» і «Кит», було прийнято рішення на підводному човні «Кашалот» передавальний пристрій носових двигунів демонтувати, а двигуни з'єднати з валом за допомогою фрикційних муфт і заборонити одночасно користуватися кормовими і носовими двигунами, як це було зроблено на підводному човні «Кит». Через необхідність виконання зазначених робіт човен закінчив випробування і вступив на воду лише 13 травня 1916 року.
Підводний човен «Кашалот» активно брав участь в бойових операціях Чорноморського флоту. 26 січня 1917 року в районі Босфору захопив дві шхуни з вугіллям (одна з них водотоннажністю в 500 тонн) і підірвав їх підривними патронами. 1 березня 1917 року підводний човен «Кашалот» поблизу гирла річки Сакарія захопив п'ять великих вітрильних шхун, що слідували з вугіллям з Зунгулдака в Константинополь, і підірвав також їх підривними патронами. 7 березня 1917 року «Кашалот» зустрів і потопив три турецьких пароплави (один з них колісний компанії «Шеркерг» і два буксири) і дві шхуни, що йшли з Константинополя в Зунгулдак за вугіллям. З 15 по 26 липня 1917 року, перебуваючи в дозорі у Босфорі, знищив артилерійським вогнем чотири турецьких шхуни з вантажем вугілля і дві великі турецькі шхуни, які прямували за вугіллям.
1 травня 1918 року захоплений німецькими, а в грудні того ж року — англо-французькими військами.
22-24 квітня 1919 року при виході англо-французьких військ з Криму, потоплена їхніми військами поблизу Севастополя.